# Sang-i Chakmak
Sang-i Chakmak és un jaciment arqueològic d'època neolítica situat aproximadament a 1 km al nord del poble de Bastam, a la província de Semnan del nord de l'Iran. El jaciment representa força bé la transició vers la fase ceràmica del Neolític, ocorreguda durant el VII mil·lenni aC.
El jaciment va ser descobert l'any 1969 per Seiichi Masuda. Està compost de diversos túmuls d'assentaments, dels quals dos van ser excavats entre 1971 i 1977 per un equip de la Universitat d'Educació de Tòquio (avui anomenada Universitat de Tsukuba). Un altre jaciment relacionat amb Sang-i Chakmak és Deh Kheyr, situat a només 4 km de distància.

## Descripció

### Assentament occidental
L'assentament occidental és un túmul d'aproximadament 3 m d'alçada amb un diàmetre d'uns 80 m, i conté cinc estrats d'ocupació.
Els nivells II-V representen la fase neolítica ceràmica. També s'hi va trobar una mica d'obsidiana importada i moltes figuretes zoomòrfiques i antropomorfes.

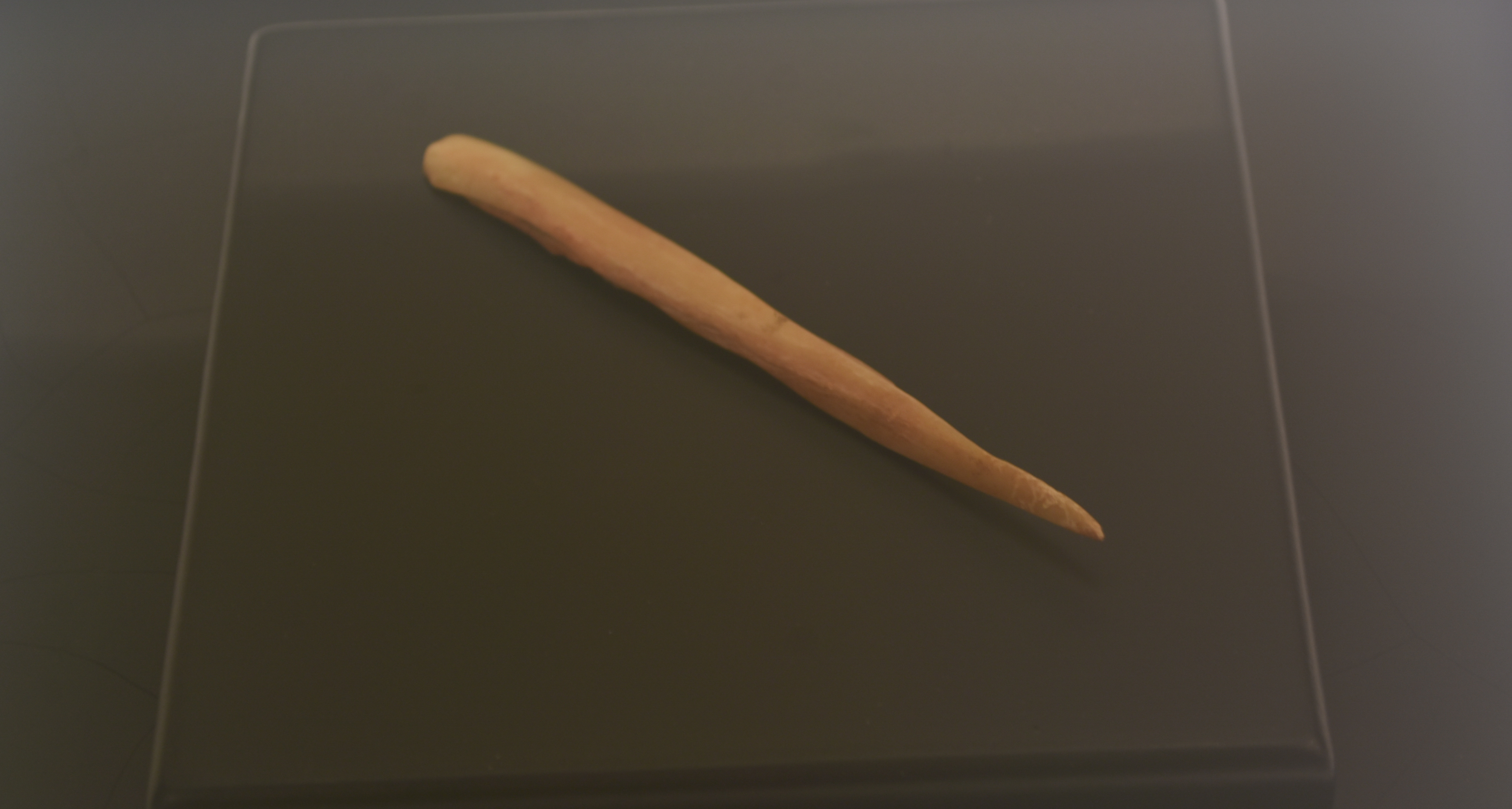
Agulla d'os. (ca. 6200-5300 aC) procedent de Sang-i Chakmak.

S'hi van construir grans cases de fang amb terres arrebossats, alguns amb guix de calç. Els edificis eren rectangulars i estaven conformats d'habitacions de 6x4 m. Hi havia dos tipus diferents d'edificis. Alguns tenien una llar de foc quadrada al costat nord i parets en part ennegrides; d'altres no tenien llar de foc i les habitacions eren relativament petites, però amb terres curosament dissenyats. En una d'aquestes petites habitacions sense llar de la capa II s'hi van trobar unes figuretes de fang molt estilitzades.
A més, els arqeuòlegs van trobar-hi petites fíboles i agulles d'os, restes de sílex, micròlits i nuclis i fulles d'obsidiana. Cal destacar que en 300 m² excavats només esi van trobar tres fragments de ceràmica. Dos provenien de la superfície i un altre de la capa III.

### Assentament oriental
L'assentament oriental es troba a uns 150 m a l'oest i té una extensió de 100 m en sentit nord-sud i 150 m en sentit est-oest. Les capes VI-III contenien habitatges rectangulars multidimensionals amb dependències, sovint amb una petita zona de treball i un forn. Els edificis tenien diferents mides, amb una mida mitjana de 5 x 8 metres, i disposaven de rebedor o pati. Estaven fets amb blocs d'argila de 70 per 20 cm, amb la mateixa tècnica que la cultura de Jeitun del Turkmenistan.
A diferència de l'assentament occidental, no s'hi van observar sòls executats amb cura. La característica és l'ús de rajoles de fang en forma de cigar. A la capa III s'hi van descobrir molts forns.

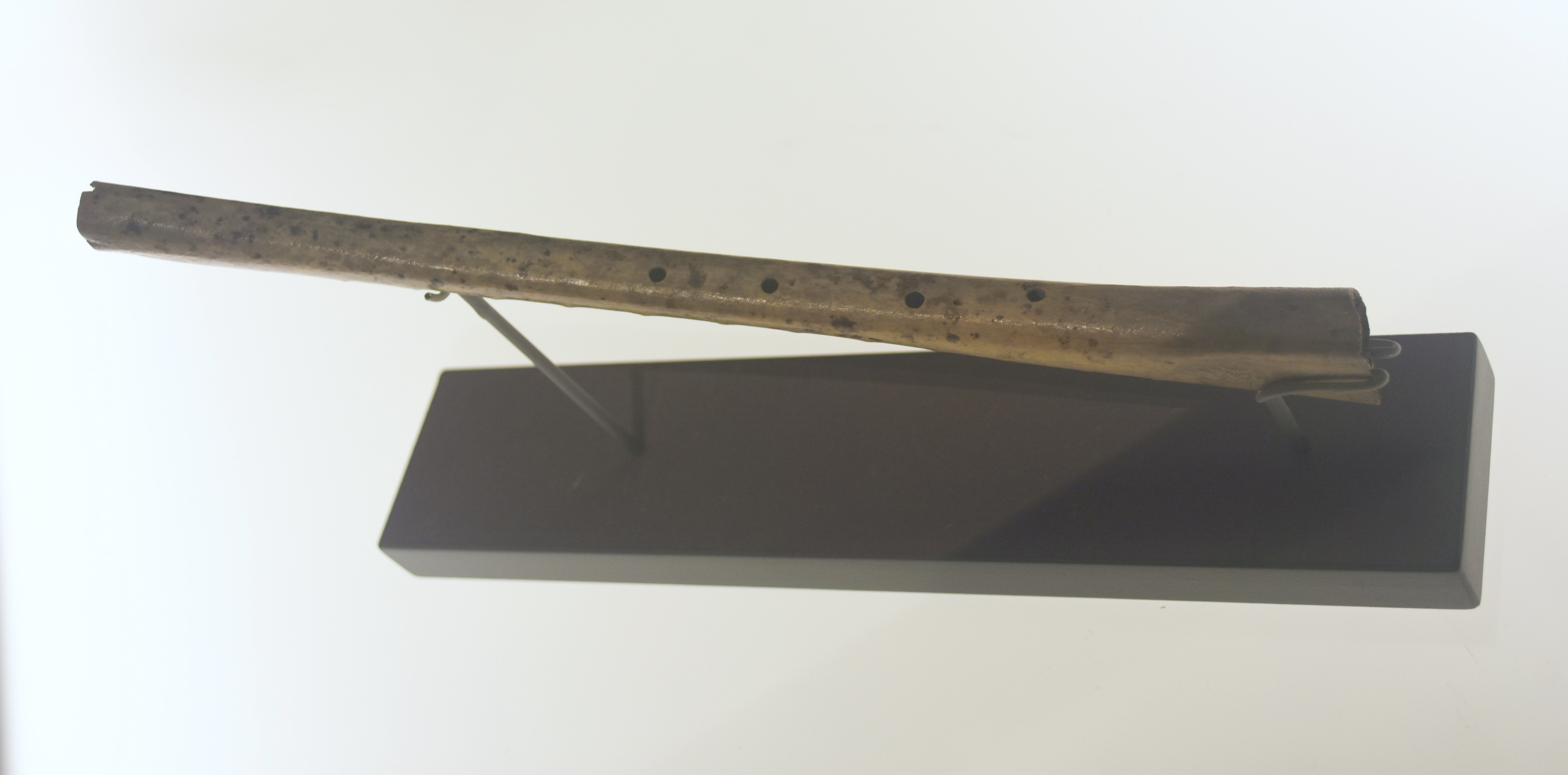
Flauta d'os de Sang-i Chakmak (ca. 6200-5300 aC)-

A les capes superiors II i I, els plànols de l'edificació difereixen dels inferiors descrits anteriorment. Les habitacions són quadrades amb una llar a la banda nord. A més, les sales principals no estan dividides en zones més petites, sinó que s'hi han afegit petites sales rectangulars.
A la capa superior hi havia tres tombes que contenien els enterraments de dones i nens. També es va trobar el crani d'una dona jove; estava cobert amb una olla decorada d'un tipus conegut pel jaciment de Sialk Tepe.
En contrast amb l'assentament occidental, s'hi ha trobat una gran quantitat de ceràmica. La major part de la ceràmica decorada mostra patrons geomètrics com ara línies creuades, i línies paral·leles horitzontals i verticals traçades en vermell o marró fosc sobre un fons cremós o vermellós. Les ceràmiques de les capes superiors, més recents, mostren motius animals. També hi havia objectes cònics de fang, fusos, estatuetes d'animals fetes amb fang o pedra, agulles d'os, destrals de pedra polida, trossos de sílex i micròlits. Particularment interessants són els mànecs de falç de fusta amb motius animals trobats a les capes IV i V.
Els objectes trobats generalment mostren similituds amb la capa més baixa de Yarim Tepe (Iran) i, sobretot, amb la cultura de Jeitun.
La ceràmica de Cheshmeh-Ali apareix aquí al voltant del 5000 aC, com en tants altres llocs del nord-est de l'Iran. Això sembla mostrar una certa discontinuïtat cultural. També, cap al 4500 aC apareixen al jaciment la ceràmica d'Anau IA, amb dissenys geomètrics i lineals més senzills, i ceràmiques menys fines.

## Cronologia
La capa I superior de l'assentament occidental és més antiga que la capa VI, la més baixa, de l'assentament oriental. La petita quantitat de fragments de ceràmica del tel occidental, en contrast amb la gran quantitat trobada a l'altre tel, indica una cronologia més antiga per a l'assentament occidental, la qual cosa mostra un període cultural de transició a la fase ceràmica.
Aquestes indicacions foren confirmades el 2014 per Toshio Nakamura del Centre d'Investigació Cronològica de la Universitat de Nagoya. En el seu estudi es van testar 40 mostres de carbó vegetal preses durant les excavacions dels anys setanta mitjançant el mètode AMS. De les 40 mostres, 37 van resultar ser bones per a l'estudi. Així doncs les proves van donar per a l'assentament occidental un període d'ocupació del 7200 al 6600 aC i per a l'oriental període del 6300 al 5200 aC. Sembla que hi va haver una pausa de 300 anys entre els dos assentaments.